# Eukalyptusolja
Eukalyptusolja, olja från eukalyptusträdet, förekommer i flera receptfria läkemedel mot hosta och förkylning. Syftet med dessa produkter är att lindra symptomen. Förutom att användas i behandlingar mot hosta och förkylning används eukalyptusolja även i vissa munsköljsprodukter. Oljan kan även smörjas in på huden för att behandla sår och ledinflammation. Eukalyptusolja förekommer även i olika salvor och krämer som syftar till att lindra muskelvärk och ledvärk.
Det är värt att notera att det kan vara farligt att förtära eukalyptusolja. Barn bör inte ges eukalyptusolja oralt eftersom eukalyptus är giftigt. På barn under två års ålder bör olja eller salva innehållande eukalyptus inte heller användas på huden. Även vuxna människor bör avstå från att ta oljan oralt, förutom under medicinsk övervakning.
Forskning på området visar att eukalyptusolja har en antibakteriell effekt. I lägre koncentrationer är eukalyptusoljans förebyggande effekt väldigt begränsad, men i högre koncentrationer har forskare kunnat se en mer signifikant förebyggande effekt.